# Elsa Jacquemot
Elsa Jacquemot (nascida em 3 de maio de 2003) é uma tenista profissional francesa. 
Ela tem os melhores rankings da WTA de sua carreira, como 143 em simples e 325 em duplas.
Jacquemot venceu a competição individual feminina júnior do Aberto da França de 2020.

## Biografia
Originária de Caluire-et-Cuire e licenciada no Tennis Club de Lyon, Elsa Jacquemot treinou de 2013 a 2018 com Cédric Lenoir e depois de 2018 a 2020 com Simon Blanc antes de ingressar na "Mouratoglou Tennis Academy" no verão de 2021.
A nível nacional é vice-campeã da França nas categorias 13/14 e 15/16 anos.

## Carreira profissional

### 2019
Convidada para disputar a qualificatória para o Aberto da França, Jacquemot venceu a turca Başak Eraydın [en] na primeira rodada em sets diretos, mesmo estando apenas na 862ª posição do ranking mundial.
No circuito júnior, Jacquemot venceu dois torneios em Beaulieu-sur-Mer e Repentigny, disputou as quartas de final em Roland Garros e Wimbledon e ficou em terceiro lugar no Masters de Chengdu. Ela terminou sua temporada em 7º lugar no mundo.

### 2020
Jacquemot venceu o torneio júnior do Aberto da França ao derrotar a russa Alina Charaeva [en] na final em jogo de três sets, tornando-se a primeira francesa a vencer em Paris desde Kristina Mladenovic em 2009. Ela se torna no final do torneio a número 1 júnior do mundo. Duas semanas depois, ela venceu o torneio de Grau 1 de Villena e chegou às semifinais do Orange Bowl em dezembro. Jacquemot foi coroada campeã mundial júnior no final de 2020.

### 2021
No Circuito Feminino da ITF, Jacquemot disputou sua primeira final em Périgueux, perdendo para Diane Parry em sets diretos. Ela também chegou às quartas de final em Contrexéville [fr] e foi semifinalista em Poitiers [fr].

### 2022
Jacquemot chega mais uma vez à uma final no início do ano em Manacor, que perdeu para Andrea Lázaro García [en] em jogo de três sets. Ela então obteve bons resultados no saibro com as quartas de final no Trophée Lagardère [fr], que perdeu para a eventual vice-campeã Beatriz Haddad Maia, em jogo de três sets e uma segunda rodada no Aberto da França, onde venceu Heather Watson em sets diretos na primeira rodada antes de perder para Angelique Kerber na segunda. Em dezembro, Jacquemot conquistou seu primeiro título profissional no prestigioso ITF de Dubai (US$ 100.000) contra a polonesa Magdalena Fręch.

### 2023
Nessa temporada, os maiores destaques de Jacquemot foram duas semifinais em torneios de US$ 60k, uma em Berkeley em setembro e outra em Nantes em novembro. No mês seguinte, ela chegou à sua primeira final de um torneio WTA 125, o Open de Limoges, contra a cabeça de chave N° 5 Cristina Bucșa. Na partida final, apesar de ter vencido o primeiro set, acabou permitindo a virada da adversária que ficou com o título.

### 2024
Jacquemot iniciou a temporada tentando o Australian Open, mas não passou pela qualificatória. Em seguida, participou de três torneios ITF W75 chegando a duas semifinais e uma quarta de final. Depois disso, tentou o San Diego Open, mas também não passou pela qualificatória. No torneio seguinte em Antália ela não passou da segunda rodada.
Jacquemot deu início à temporada em quadras de saibro no Megasaray Hotels Open no qual não passou da segunda rodada. No Open Internacional Femení Solgironès chegou às quartas de final. Nos dois torneios seguintes, não passou da primeira rodada. No Trophée Clarins, passou pela qualificatória e chegou à segunda rodada da chave principal. No Internationaux de Strasbourg, não passou pelaqualificatória. Como "wild card" no Aberto da França, perdeu na primeira rodada para Ana Bogdan, em sets diretos.

## Quadros de linha de tempo
| V | F | SF | QF | #R | RR | Q# | P# | NQ | NP | Z# | PO | O | P | B | NTM | NTI | A | NO |

 •  (V) vencedor; (F) finalista; (SF) semifinalista; (QF) quartas de final; (#R) rodada 4, 3, 2, 1; (RR) round-robin; (Q#) rodada qualificatória;  (NQ) não qualificado; (NP) não participou;  (NO) não ocorreu; (TS) taxa de sucesso (eventos vencidos / participados); (V–P) jogos vencidos-perdidos.
 •  Para evitar confusões e contagem em duplicidade, esses quadros são atualizados após a conclusão de um torneio ou quando a participação de um jogador termina.
Apenas os resultados da chave principal no WTA Tour, torneios do Grand Slam, Fed Cup/Billie Jean King Cup e Jogos Olímpicos estão incluídos nos recordes de vitórias e derrotas.

### Simples
Atual após o Guadalajara Open de 2023.
| Torneio                  | 2019 | 2020 | 2021 | 2022 | 2023 | TS                   | V–P                  | %–V                  |
| ------------------------ | ---- | ---- | ---- | ---- | ---- | -------------------- | -------------------- | -------------------- |
| Torneios de Grand Slam   |      |      |      |      |      |                      |                      |                      |
| Australian Open          | NP   | NP   | NP   | NP   | Q1   | 0 / 0                | 0–0                  | –                    |
| Aberto da França         | Q2   | 1R   | 1R   | 2R   | Q3   | 0 / 3                | 1–3                  | 25%                  |
| Wimbledon                | NP   | NO   | NP   | Q1   | Q1   | 0 / 0                | 0–0                  | –                    |
| US Open                  | NP   | NP   | NP   | Q1   | 1R   | 0 / 1                | 0–1                  | 0%                   |
| Vencidos-Perdidos        | 0–0  | 0–1  | 0–1  | 1–1  | 0–1  | 0 / 4                | 1–4                  | 20%                  |
| WTA 1000                 |      |      |      |      |      |                      |                      |                      |
| Dubai / Qatar Open       | NP   | NP   | NP   | NP   | NP   | 0 / 0                | 0–0                  | –                    |
| Indian Wells Open        | NP   | NO   | 1R   | NP   | NP   | 0 / 1                | 0–1                  | 0%                   |
| Miami Open               | NP   | NO   | NP   | NP   | NP   | 0 / 0                | 0–0                  | –                    |
| Madrid Open              | NP   | NO   | NP   | NP   | NP   | 0 / 0                | 0–0                  | –                    |
| Italian Open             | NP   | NP   | NP   | NP   | Q2   | 0 / 0                | 0–0                  | –                    |
| Canadian Open            | NP   | NO   | NP   | Q1   | NP   | 0 / 0                | 0–0                  | –                    |
| Cincinnati Open          | NP   | NP   | NP   | NP   | NP   | 0 / 0                | 0–0                  | –                    |
| Wuhan Open               | NP   | NO   | NO   | NO   | NO   | 0 / 0                | 0–0                  | –                    |
| China Open               | NP   | NO   | NO   | NO   | NP   | 0 / 0                | 0–0                  | –                    |
| Guadalajara Open         | NO   | NO   | NO   | NP   | NP   | 0 / 0                | 0–0                  | –                    |
| Vencidos–Perdidos        | 0–0  | 0–0  | 0–1  | 0–0  | 0–0  | 0 / 1                | 0–1                  | 0%                   |
| Estatísticas da carreira |      |      |      |      |      |                      |                      |                      |
|                          | 2019 | 2020 | 2021 | 2022 | 2023 | TS                   | V–P                  | %–V                  |
| Torneios                 | 0    | 1    | 2    | 1    | 2    | Total da carreira: 6 | Total da carreira: 6 | Total da carreira: 6 |
| Títulos                  | 0    | 0    | 0    | 0    | 0    | Total da carreira: 0 | Total da carreira: 0 | Total da carreira: 0 |
| Finais                   | 0    | 0    | 0    | 0    | 0    | Total da carreira: 0 | Total da carreira: 0 | Total da carreira: 0 |
| Vencidos-Perdidos geral  | 0–0  | 0–1  | 0–2  | 1–1  | 0–2  | 0 / 6                | 1–6                  | 14%                  |
| Ranking de final de ano  | 821  | 532  | 314  | 203  |      | US$ 620.054          | US$ 620.054          | US$ 620.054          |

### Duplas
| Torneio           | 2020 | 2021 | 2022 | V–P |
| ----------------- | ---- | ---- | ---- | --- |
| Australian Open   | NP   | NP   | NP   | 0–0 |
| Aberto da França  | 1R   | 1R   | 1R   | 0–3 |
| Wimbledon         | NO   | NP   | NP   | 0–0 |
| US Open           | NP   | NP   | NP   | 0–0 |
| Vencidos-Perdidos | 0–1  | 0–1  | 0–1  | 0–3 |

## Finais de WTA Challengers

### Simples: 1 (1 vice)
| Status | V–D | Data     | Torneio                 | Piso     | Oponente       | Placar        |
| ------ | --- | -------- | ----------------------- | -------- | -------------- | ------------- |
| Perdeu | 0–1 | Dez 2023 | Open de Limoges, França | Duro (i) | Cristina Bucșa | 6–2, 1–6, 2–6 |

## Finais do Circuito ITF

### Simples: 3 (1 título, 2 vices)
| Legenda                       |
| ----------------------------- |
| Torneios de US$ 100.000 (1–0) |
| Torneios de US$ 80.000        |
| Torneios de US$ 60.000        |
| Torneios de US$ 25.000 (0–2)  |
| Torneios de até US$ 15.000    |

| Finais por piso |
| --------------- |
| Duro (1–2)      |
| Saibro (0–0)    |
| Carpete (0–0)   |

| Status | V–D | Data     | Torneio                           | Nível   | Piso | Oponente             | Placar           |
| ------ | --- | -------- | --------------------------------- | ------- | ---- | -------------------- | ---------------- |
| Perdeu | 0–1 | Jun 2021 | ITF Périgueux, França             | 25.000  | Duro | Diane Parry          | 3–6, 1–6         |
| Perdeu | 0–2 | Fev 2022 | ITF Manacor, Espanha              | 25.000  | Duro | Andrea Lázaro García | 6–2, 6–7(2), 1–6 |
| Venceu | 1–2 | Dez 2022 | ITF Dubai, Emirados Árabes Unidos | 100.000 | Duro | Magdalena Fręch      | 7–5, 6–2         |

### Duplas: 1 (1 vice)
| Legenda                          |
| -------------------------------- |
| Torneios de US$ 100.000          |
| Torneios de US$ 80.000           |
| Torneios de US$ 60.000           |
| Torneios de US$ 25.000           |
| Torneios de até US$ 15.000 (0–1) |

| Finais por piso |
| --------------- |
| Duro (0–0)      |
| Saibro (0–1)    |

| Status | V–D | Data     | Torneio            | Nível  | Piso       | Parceira                    | Oponentes                           | Placar   |
| ------ | --- | -------- | ------------------ | ------ | ---------- | --------------------------- | ----------------------------------- | -------- |
| Perdeu | 0–1 | Mar 2021 | ITF Amiens, França | 15.000 | Saibro (i) | Victoria Jiménez Kasintseva | Seone Mendez María Portillo Ramírez | 4–6, 3–6 |

## Finais de Grand Slam júnior

### Simples: 1 (1 título)
| Status | V–D | Data | Torneio          | Piso   | Oponente       | Placar        |
| ------ | --- | ---- | ---------------- | ------ | -------------- | ------------- |
| Venceu | 1–0 | 2020 | Aberto da França | Saibro | Alina Charaeva | 4–6, 6–4, 6–2 |